# Schloss Ehrenhain

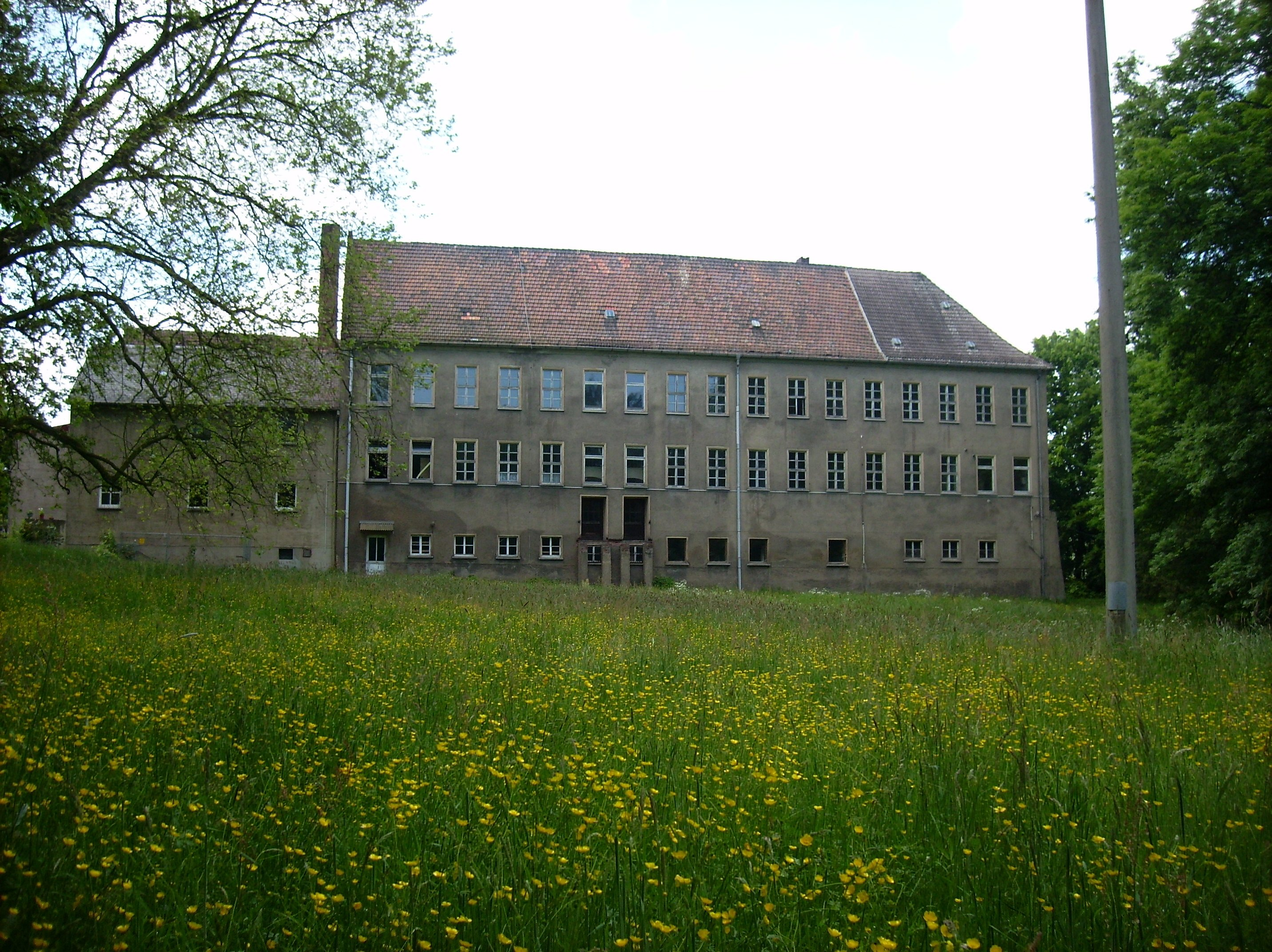
Das Schloss

Das Schloss Ehrenhain steht im Ortsteil Ehrenhain (vor 1708 Fuchshayn) der Gemeinde Nobitz im Landkreis Altenburger Land in Thüringen.

## Geschichte
Das teilweise erhaltene Schloss befindet sich östlich des Ortsteils. Es wurde im 12. Jahrhundert erbaut. Zudem nannte man 1175 den Herren von Hain, der wohl das Schloss besaß.
Im Jahre 1525 gehörte das hiesige Schloss offenbar den Herren von Ende, denn der aus Ponitz vertriebene, gefolterte und verstümmelte Küster Georg Droßdorf bat den sächsischen Kurfürsten Johann den Beständigen um seine Hilfe, hier bei den Herren von Ende eine Anstellung zu erhalten: „Ich bitte E. Kfl. G., mir Geleit und Schutz zu geben und mich an die vom Ende umb den dinst zum Fuchshayn oder zu Kybaw [Gieba bei Altenburg] zu verschreyben...“.
1552 erfolgte nach einem Brand ein Umbau.
1816 kauften die Geschwister Dorothea Elisabeth und Friedrich August Mühlig das Schloss, das davor nacheinander den Familien von Schönbergn von Bose und von Pflugk gehört hatte.
Nach dem Tode der kinderlosen Geschwister (Friedrich August im Jahre 1832, Dorothea Elisabeth im Jahre 1833) wurde das Schloss als Fideikommiss der verwandten Familie Hofmann übertragen unter der Bedingung, den Familiennamen der vorherigen Besitzer vor dem eigenen beizubehalten.
Dies führte zum offiziellen Doppelnamen Mühlig genannt Hofmann (vereinfacht: Mühlig-Hofmann).
1893 erfolgte durch Heinrich Mühlig-Hofmann eine Modernisierung.
Aus der Wasserburg entstand eines der größten Rittergüter im Herzogtum Sachsen-Altenburg mit vielen Ländereien, so zumindest heißt es in einer Urkunde aus dem Jahre 1886.

## Nach dem Zweiten Weltkrieg
Nach dem Ende des Zweiten Weltkrieges, noch vor der Gründung der DDR im Jahr 1949, wurde die Familie des letzten Schlossbesitzers in 5. Generation zwangsenteignet und aus der SBZ ausgewiesen mit der Auflage, sich innerhalb von 24 Stunden in eine Entfernung von mindestens 100 km von Ehrenhain zu begeben, was eine Flucht in die Amerikanische Besatzungszone bedeutete.
1950 erfolgte der Abbruch des Torhauses und nach 1970 wurde der Turm des Schlosses gesprengt.